# McGuffey
McGuffey és una població dels Estats Units a l'estat d'Ohio. Segons el cens del 2000 tenia 522 habitants.

## Demografia
Segons el cens del 2000, McGuffey tenia 522 habitants, 207 habitatges, i 138 famílies. La densitat de població era de 544,7 habitants/km².
Dels 207 habitatges en un 31,9% hi vivien nens de menys de 18 anys, en un 44,9% hi vivien parelles casades, en un 15% dones solteres, i en un 32,9% no eren unitats familiars. En el 27,5% dels habitatges hi vivien persones soles el 13% de les quals corresponia a persones de 65 anys o més que vivien soles. El nombre mitjà de persones vivint en cada habitatge era de 2,52 i el nombre mitjà de persones que vivien en cada família era de 2,98.
Per edats la població es repartia de la següent manera: un 28,4% tenia menys de 18 anys, un 9,2% entre 18 i 24, un 27,2% entre 25 i 44, un 20,1% de 45 a 60 i un 15,1% 65 anys o més.
L'edat mediana era de 35 anys. Per cada 100 dones de 18 o més anys hi havia 95,8 homes.
La renda mediana per habitatge era de 22.024 $ i la renda mediana per família de 25.313 $. Els homes tenien una renda mediana de 26.875 $ mentre que les dones 22.000 $. La renda per capita de la població era de 10.626 $. Aproximadament el 12,3% de les famílies i el 19,7% de la població estaven per davall del llindar de pobresa.

## Poblacions més properes
El següent diagrama mostra les poblacions més properes.